# Улица Попова (Пермь)
У́лица Попо́ва расположена в Ленинском районе Перми между улицами Окулова и Пушкина. Протяжённость улицы с севера на юг составляет 1,5 км. Название улица получила в честь русского учёного А. С. Попова (1859—1905).

## История и достопримечательности
Улица Попова являлась «воротами в город», так как основной поток транспорта двигался по ней начиная с 1 ноября 1967 года, когда строился автодорожный мост через Каму (архитекторы М. М. Магидсон, инженеры А. И. Степанов, Г. А. Постова, Г. О. Довбенко).
Возле здания УралСвязьИнформ (бывшей областной телефонной станции) по адресу ул. Попова, 17 11 июня 2013 года установлен памятник молодому А. С. Попову (авторы проекта: архитекторы Д. Лапшин и Е. Кольцова, художник И. Дымшаков и скульптор А. Матвеев).
Также планируется возвести многофункциональный комплекс «Город в городе».
На части Эспланады, между улицей Попова и зданием Законодательного собрания располагался городок ежегодного фестиваля «Белые ночи в Перми».